# Direção Geral de Aeronáutica Civil (Bolívia)
A Direção Geral de Aeronáutica Civil, denominação original Dirección General de Aeronáutica Civil (DGAC), é a máxima autoridade da aeronáutica civil do governo da Bolívia, tendo como diretor executivo, Cesar Augusto Varela Carvajal. Sua sede está no nono andar do Edifício Multicine, na capital boliviana de La Paz.
À DGAC, compete "investigar  e  prevenir  acidentes e incidentes  de  aeronaves  civis com matrícula boliviana, que ocorram no país ou no exterior, assim como nos acidentes e incidentes de aeronaves estrangeiras que ocorram no país".